# Тайрус Вонґ
Тайрус Вонґ (англ. Tyrus Wong) (25 жовтня 1910 — 30 грудня 2016) — американський художник китайського походження. Вонґ був художником, мультиплікатором, каліграфом, монументалістом, фахівцем з кераміки, літографом і творцем повітряних зміїв, а також художником-постановником і художником розкадрувань. Як один з найбільш впливових і знаменитих азіатсько-американських художників 20-го століття, працював з компаніями Disney і Warner Brothers. Також створював як монументальні твори для Управління громадських робіт США, так і малював листівки для Hallmark Cards.
Працюючи провідним ілюстратором у Disney, натхненний мистецтвом династії Сун, Вонґ працював над мультфільмом 1942 року Бембі, що став його найвизначнішою працею. В якості художника-постановника або художника розкадрувань він працював у художніх відділах багатьох фільмів, зокрема Бунтар без причини (1955), Навколо світу за 80 днів (1956), Ріо Браво (1959), Музикант (1962), Великі гонки (1962), PT 109 (1963), Зелені берети (1968), Дика банда (1969).
Вонґ пішов з кіноіндустрії в кінці 1960-х років, але продовжив свою роботу як художник, більшу частину часу займаючись розробкою повітряних зміїв. На схилі літ, у свої 90 років, продовжував малювати, робити начерки і проектувати кераміку. Він став героєм документального фільму 2015 року «Tyrus» режисера Памели Том. Вонґ помер 30 грудня 2016 року у віці 106 років.

## Раннє життя
Вонґ народився 25 жовтня 1910 року у місті Тайшан, китайської провінції Гуандун. У 1920 році, коли йому було 9, Вонґ разом зі своїм батьком нелегально емігрували до США, залишивши в Китаї матір та сестру. Через заборону імміграції для китайців, яка діяла в ті роки, він якийсь час провів на імміграційній станції в затоці Сан-Франциско, поки американські правоохоронні органи допитували його батька. Після звільнення сім'я Вонґів спершу подалася у Сакраменто, а потім переїхала до Лос-Анджелесу.
Під час навчання у середній школі в Пасадені, вчителі Вонґа помітили його художні здібності, завдяки чому юнак спершу отримує літню стипендію у Otis Art Institute, а потім вирішує повністю залишити школу задля повноцінного навчання в Отісі. Через те, що дохід батька був невисокий Вонґ був змушений працювати в Отісі двірником і щодня проходити не одну милю пішки задля відвідування занять. У 1930 він закінчує своє навчання у Отісі і починає працювати у Голлівуді.

## Кар'єра

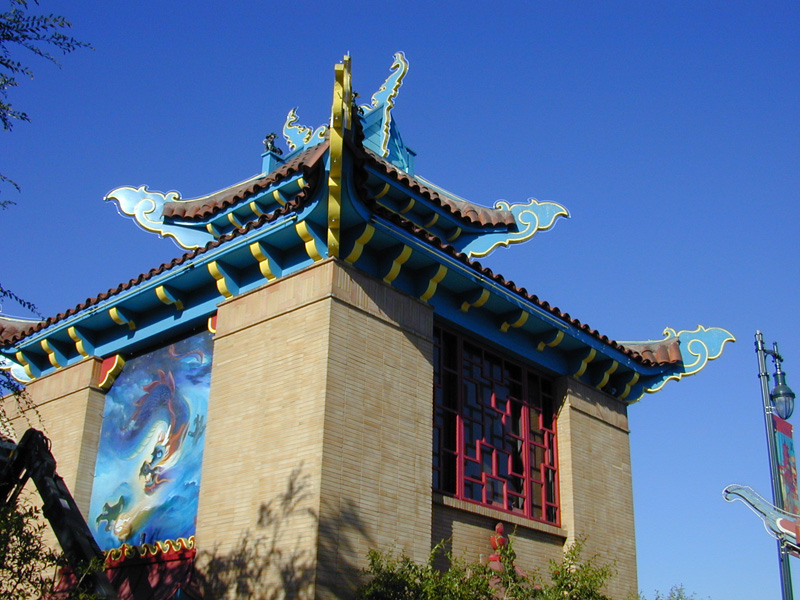
Фреска дракона у китайському кварталі Лос-Анджелесу, намальована Тайрусом Вонґом і відреставрована Фу Дінґ Ченґом (1984 рік)

Кар'єра Вонґа не була сфокусована на одній компанії. Він працював і як дизайнер вітальних листівок у Hallmark, і ілюстратором у Warner Bros. (1942—1968 рр.), і художником ескізів для Disney (1938—1941 рр.). Саме в ранній період роботи на Дісней Вонґ отримав важливий досвід, який допоміг йому створити знаменитий мультик «Бембі» (1942 рік), над яким він вперше працював як головний виконавець проекту. Натхненням для фонових малюнків у Бембі слугували класичні китайські картини династії Сун. Хоча він і працював як один з декількох фонових ілюстраторів, його повний внесок у мультфільм був практично невідомий протягом кількох десятиліть.
Невдовзі після випуску «Bambi», Вонґ був звільнений з студій внаслідок страйку аніматорів Діснея. Після цього Вонґ перейшов на студію Warner Brothers, де наступні 26 років працював як ілюстратор.
Пізніше він створював популярні вітальні листівки для компанії Hallmark Cards. Покинувши фільмову індустрію в 1968 році Вонґ застосував свої навички до створення барвистих повітряних зміїв у вигляді тварин (як правило, це були панди, золоті рибки або багатоніжки). Суботні дні він проводив запускаючи своїх зміїв на пляжі біля пристані Санта-Моніки.
Крім цього Вонґ захоплювався малюванням. Добре відомими його картинами є Автопортрет (пізні 1920-ті), Вогонь (1939 рік), Лягаючи оголеною (1940-ві), Схід (1984) і Захід (1984). У своїх інтерв'ю Вонґ говорив, що він «щасливий художник». Вонґ був представлений у документальному фільмі Марка Векслера 2009 року How to Live Forever, де він розповідав про свій повсякденний спосіб життя та думки про смертність, та в фільмі Памели Том Tyrus 2015 року.

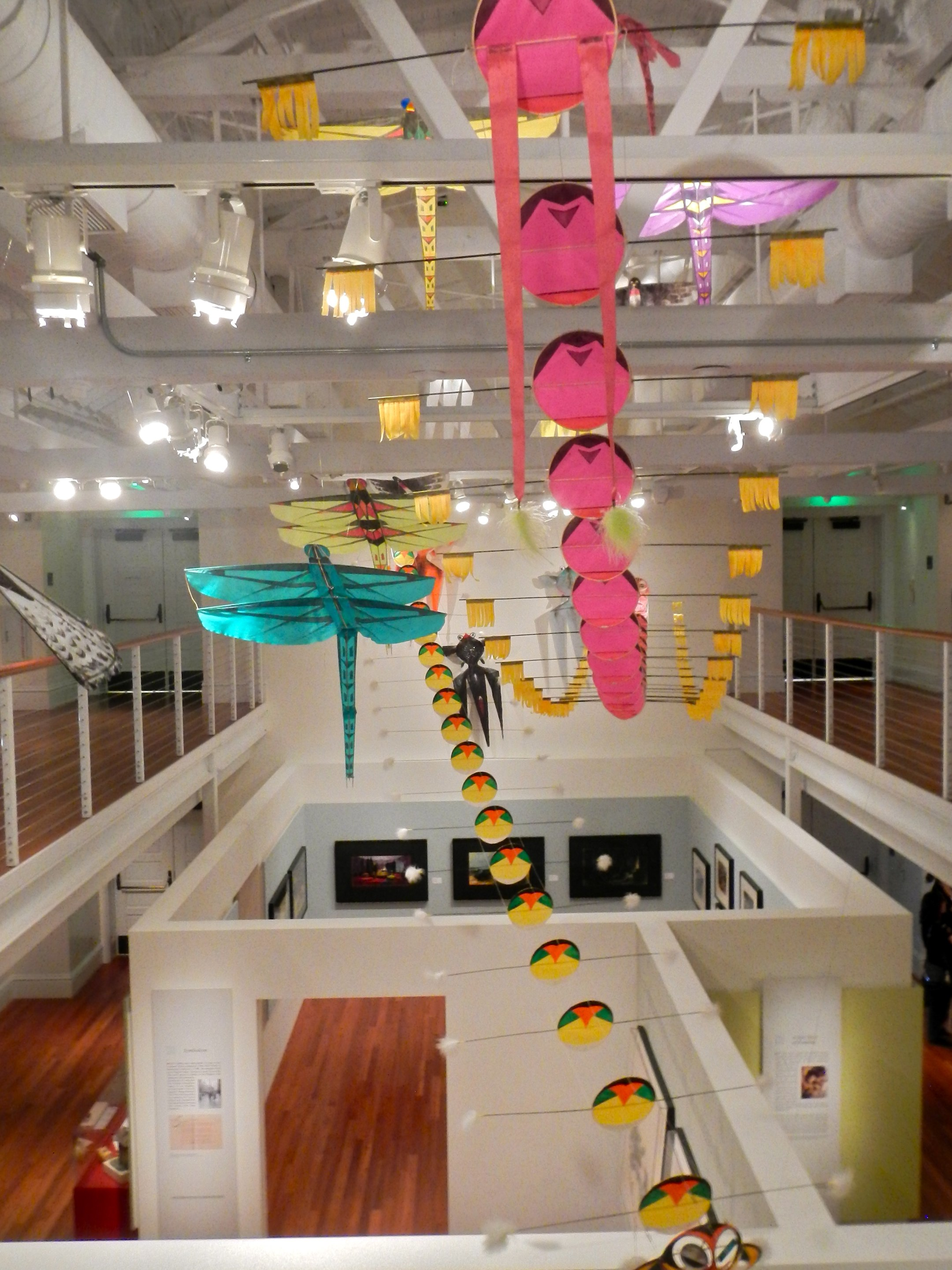
Виставка повітряних зміїв Вонґа та інших його творів у сімейному музеї Уолта Діснея (2013 рік)

## Нагороди
У 2001 році, Вонґ отримав нагороду «History makers Award» у галузі мистецтва від Китайського Американського Музею і був названий Легендою Діснею.
У 2015 році, він отримав «Lifetime Achievement Award» (Нагорода за життєві досягнення) від San Diego Asian Film Festival.